# Dicrotendipes tritomus
Dicrotendipes tritomus är en tvåvingeart som först beskrevs av August Friedrich Thienemann och Jean-Jacques Kieffer 1916.  Dicrotendipes tritomus ingår i släktet Dicrotendipes och familjen fjädermyggor. Arten är reproducerande i Sverige. Inga underarter finns listade i Catalogue of Life.